# Phyllonoma tenuidens
Phyllonoma tenuidens är en järneksväxtart som beskrevs av Henri François Pittier. Phyllonoma tenuidens ingår i släktet Phyllonoma och familjen Phyllonomaceae. Inga underarter finns listade i Catalogue of Life.